# ロバート・ウィリアムズ (ミシシッピ準州知事)
ロバート・ウィリアムズ（英語: Robert Williams、1768年ないし1773年 - 1821年5月27日ないし1836年1月25日）は、アメリカ合衆国の政治家。1805年から1809年にミシシッピ準州知事を務めた。

## 生涯
共にアメリカ合衆国下院議員となった、主にノースカロライナ州で政治家として活動した同名の従弟がおり、他の同名の別人との混同もあって、出生年や出生地、死没年などについての混乱が見られる。生年については、不詳とする資料や、1770年頃とする資料もある。
セシル・L・サムナーズ（Cecil L. Sumners）によれば、ウィリアムズは1768年（さらに詳しく、同年10月30日生まれとする資料もある）に、現在のバージニア州プリンスエドワード郡に生まれ、一家ともにノースカロライナに定住したとされる。
リンドレー・S・バトラー（Lindley S. Butler）によれば、ウィリアムズは1770年頃に現在のノースカロライナ州オレンジ郡で生まれたとされ、また、別の説では、1773年7月7日に現在のノースカロライナ州サリー郡に生まれたとされる。リベラルな家庭教育を受け、法律を学んで弁護士となった。
ウィリアムズは、1792年から1795年にかけてノースカロライナ州議会上院議員を務めた後、1796年に民主共和党所属の下院議員に選出され、1797年から1796年までの3期を務めた。
1803年にウィリアムズは、大統領トーマス・ジェファーソンから新たに合衆国に編入されたミシシッピ準州における土地所有権の確定に関わる連邦委員会の委員に任じられた。1805年5月、ウィリアムズはジェファーソンからミシシッピ準州知事に任命され、ジェファーソンが任期満了を迎えた1809年3月までその任にあった。知事在任中のウィリアムズは、準州長官（territorial Secretary）であったカウルズ・ミードと折り合いが悪く、互いに相手がアーロン・バーの反逆の共謀に同情的だと非難するなど揉め続けていたため、不人気であった。
公職を退いた後のウィリアムズは、ミシシッピ州やノースカロライナ州に住んでプランテーションの経営にあたり、1812年に勃発した米英戦争ではノースカロライナ民兵隊（the North Carolina militia）の副将として従軍した。
1814年に、妻がミシシッピ州ワシントンで死去した後は、ルイジアナ州モンロー近郊のプランテーションに移り住み、ここをボン・エア（Bon Aire）と称した。以降のウィリアムズは、ボン・エアの経営にあたった。1836年1月25日にルイジアナ州ワシタ郡で死去、ボン・エアに埋葬された。埋葬地の正確な場所は分かっていないが、現在の福祉施設（the Baptist Children's Home and Sellers Baptist Maternity Home in Monroe）の辺りとされている。ただし、死去についても、 1821年5月27日とする説がある。